# Детство

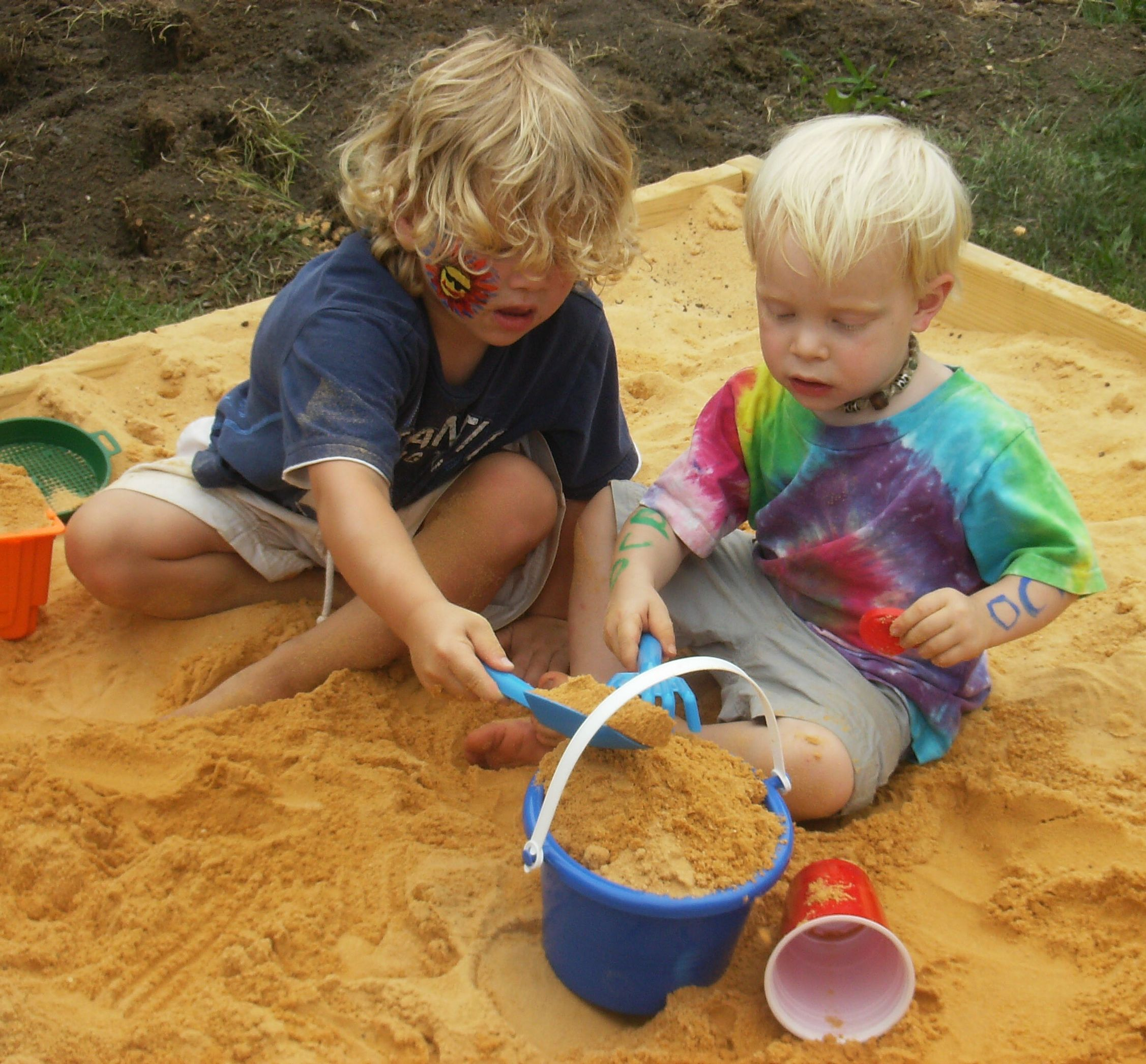
Игра — ведущий вид деятельности ребёнка

Детство — период человеческого развития, когда человек (ребёнок) активно учится понимать окружающий мир, тренирует необходимые навыки, усваивает культуру
Детство — не просто фаза человеческого развития, а понятие, имеющее в разные эпохи и у разных народов неодинаковое социальное и культурное содержание. Развитие и социализация ребёнка протекают в определённой культурной среде, связанной с другими сторонами жизни общества. Понимание детства меняется с течением истории и очень различно у разных культур.
Детство в широком социальном смысле — это общественный договор. Чтобы иметь общее представление о детстве, люди договариваются о том, кого считать взрослым, а кого — ребёнком.
Помимо психологии и педагогики, с середины XX века детство является предметом изучения у истории, этнографии и социологии.
В течение детства происходит чрезвычайно интенсивное физическое и психическое развитие. Критически важным периодом развития является раннее детство. Его нарушение, например, изоляция от человеческого общества, способно привести к необратимым психическим нарушениям.

## Периодизация
- Младенчество: от рождения до одного года
- Раннее детство: от года до 3 лет
- Дошкольный возраст: от 3 до 6—7 лет
- Младший школьный возраст: с 7 до 10—11 лет
- Подростковый возраст. 
Единого подхода к определению возрастных границ для этого возраста не существует. Обычно подростками считаются лица в возрасте от 12 до 17 лет, в то же время Фонд ООН в области народонаселения (ЮНФПА) считает подростками лиц в возрасте от 10 до 19 лет, при этом выделяет ранний подростковый возраст (от 10 до 14 лет) и поздний подростковый возраст (от 15 до 19 лет)[3].

### Младенчество

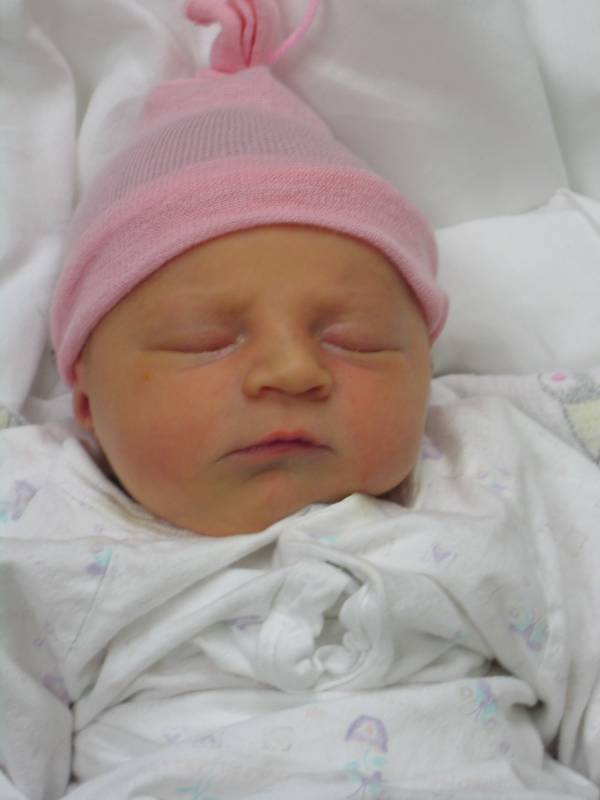
Младенец

Кости новорождённого очень мягки вследствие малого содержания солей кальция. Кости черепа у младенцев не имеют швов и соединяются пластинками хряща — родничками. Всего у новорождённого ребёнка имеется шесть родничков, из них два (клиновидный и сосцевидный) — парные. Самый крупный родничок — передний — находится в месте соединения правой и левой половин чешуи лобной и теменной костей. У новорождённого позвоночник имеет вид вогнутой спереди дуги, изгибы начинают формироваться в трёх-четырёхмесячном возрасте. Примерно на шестом-восьмом месяце жизни начинают прорезаться зубы.
Большую часть времени младенцы проводят во сне, просыпаясь от голода или неприятных ощущений. Новорождённые дети проявляют широкий спектр врождённых форм поведения, как простые безусловные рефлексы — хватательный, мигательный, защитный, так и сложные инстинкты, такие, как сосание.

### Раннее детство
В период от 1 — 3 лет ребёнок быстро растет, у него появляются зубы, развивается речь и память. Он начинает ходить, ориентироваться в окружающем мире, активно познает мир. В этот период огромное значение для малыша имеет игра. Раннее детство сменяет дошкольный возраст.
В дошкольном возрасте ребёнок активно познаёт окружающий мир уже с помощью своего мышления.
Очень важна информация, заложенная в ребёнка в этом возрасте, так как именно в этом возрасте мозг ребёнка развивается очень интенсивно и впитывает в себя информацию, словно губка. В дальнейшем (начиная с 7-8 лет), ребёнок просто развивает полученные знания. Учёные считают, что первые шесть лет — это самый важный период в развитии человека. В это время закладывается основание всей будущей жизни. Уверенность в себе, знание, что мы желаем и любим, чувство собственного достоинства, поведение в стрессовых ситуациях — всё это восходит к самому раннему детству, к отношениям малыша с родителями.
Поскольку этот период имеет решающее значение для формирования личности, важно знать, что представляет собой ребёнок этого возраста. Лучший способ узнать ребёнка — понаблюдать за ним и прислушаться к нему. У детей этого возраста имеются общие черты.
От рождения до года
Ребёнок быстро растёт и изменяется.
- Познаёт мир через ощущения.
- Полностью зависим.
- Сосредоточен на себе.
- Воспринимает звуки, зрительные образы, тон разговора (ласковый или сердитый).
- Играет сам с собой.
- Узнаёт людей и реагирует на них.
- Учится хватать, ползать, сидеть и стоять, к возрасту одного года начинает ходить.

От года до двух
В 2 года ребёнок перешагивает через несколько препятствий чередующимся шагом, удерживает равновесие при ходьбе по доске, лежащей на полу. В подвижные игры для детей 2 лет можно включать прыжки, бег, бросание мяча и скатывание его с горки.
- Ходит всё уверенней.
- Требует внимания и ласки к себе.
- Познаёт мир через ощущения.
- Внимание быстро рассеивается.
- Полностью может концентрироваться только на одной вещи.
- Восприятия конкретны, воображение ещё не развито (думает только о том, что видит)
- Слабая координация движений.
- Нет «тормозов», его трудно остановить.
- Решителен.
- Любопытен, жаждет исследовать мир.
- Подражает взрослым.
- Непослушен.
- Любит постоянный распорядок дня, чувствуя себя так безопасней.
- Сосредоточен на себе.

Два-три года
В 3 года ребёнок называет правильно четыре основных цвета и некоторые оттенки цветов.
Ориентируется в семи цветах спектра (знает чёрный и белый цвета), находит по образцу, по просьбе взрослого.
Трехлетний ребёнок собирает последовательно (вкладывает меньшую в большую) матрешки, мисочки, формочки, колпачки из четырёх-шести составляющих (по показу, просьбе взрослого, в самостоятельной игре), собирает пирамидку из восьми-десяти колец по образцу или по рисунку (по убыванию размера, по размеру и цвету, по форме и размеру).
Игры для ребёнка 3 лет могут быть основаны на подборе плоских геометрических фигур к образцу (круг, прямоугольник, треугольник, трапеция, овал, квадрат).
Наглядно ориентируется в конфигурации объёмных геометрических фигур (подбирает к соответствующим по форме отверстиям). Некоторые из них называет: шар, куб, призма («крыша»), цилиндр («столбик»), кирпичик, конус.
Определяет на ощупь (в игре) и называет знакомые геометрические или другие фигуры.
Находит и может назвать большой, маленький предмет, средний — между ними.
Определяет предмет по фактуре (мягкий, твёрдый).
Составляет картинку из двух частей (на занятии).
Подбирает мозаику к несложному рисунку.
Запоминает и указывает место, где стояла убранная взрослым игрушка (в совместной игре).
- По-прежнему сосредоточен на себе.
- Любопытен.
- Координация движений ещё не совершенна.
- Активен.
- Исследователь, интересуется окружающим миром.
- Играет большей частью один.
- Импульсивен, действует по первому побуждению.
- Склонен проверять «границы дозволенного».
- Становится всё более независимым.
- Любит учиться.
- Ему не надоедает повторять одно и то же.
- Нелогичен.
- Возникает чувство прекрасного.
- Подражает взрослым.
- Внушаем.
- Сравнивает себя с другими.
- Развивает самоосознание.
- Формируется словарь (у трёхлетних он уже довольно богат).
- Учится засыпать самостоятельно, сам забирается в кровать, дожидаясь, пока его укроют.

Особенности развития речи
1. пассивная речь в развитии опережает активную: ребёнок понимает намного больше слов, чем может сам произнести;
2. фонематический слух опережает развитие артикуляции;
3. интенсивно развивается активная речь ребёнка;
4. ребёнок открывает, что каждый предмет имеет своё название;
5. появляются предложения, сначала состоящие из двух-трёх слов, так называемая «телеграфная речь»;
6. на границе второго и третьего года жизни ребёнок интуитивно «открывает», что слова в предложении связаны между собой, т.е начинает усваивать грамматический строй речи;
7. к концу раннего детства ребёнок овладевает почти всеми синтаксическими конструкциями, которые есть в языке;
8. в раннем возрасте развиваются значения детских слов. Происходит переход от многозначности детских слов к первым функциональным обобщениям[4].

Для формирования характера ребёнка очень важна домашняя атмосфера.
Если ребёнок видит вражду — он научится осуждению и злобе. Если ребёнок слышит насмешки — он станет застенчив. Если ребёнка ругают, то он будет жить с чувством вины. Если же он увидит терпимость и прощение, то вскоре и сам научится терпеть и прощать. Если ребёнка хвалят — он вырастет благодарным и уверенным в себе. Если к нему справедливы — он познает правосудие. Если его любят — он познает любовь.
Основные ценности ребёнок воспринимает в семье; там формируются его идеалы, его привычки, его отношение к жизни. Правильное психологическое и духовное воспитание ребёнка нужно начинать с самого рождения, это способствует формированию развитой, самодостаточной личности.

### Дошкольный возраст
Ребёнок возрастом от 4 до 6 лет.
- Всё более и более независим.
- Любит помогать.
- Играет «до изнеможения».
- Легко утомляется.
- Воображение развито в наивысшей степени.
- Очень доверчив: верит всему, что говорят.
- Может сосредоточить внимание на более продолжительное время.
- Координация движений улучшается.
- Любит поболтать.
- Понимает, что не один на свете.
- Путает факты и вымысел.
- Развивает творческий инстинкт.
- Может испытать подлинное религиозное чувство.
- Четырёхлетние играют вместе.
- Пятилетние и шестилетние могут играть по сложным правилам.
- Приобретает уверенность в себе.
- Любит похвастаться.
- Сосредоточен на себе, но способен к состраданию.
- Очень нуждается в похвале и одобрении.
- Может подружиться с другими детьми,  которых только увидит.

### Школьный возраст
Школьный период в жизни ребёнка начинается в шесть или семь лет и обычно заканчивается к 18 годам. Это период вторичной социализации, когда ребёнок, а затем и подросток усваивает культуру и социальную жизнь общества, в котором ему предстоит жить в качестве взрослого. Ребёнок с 6 — 8 до 16 — 18 лет ходит в школу, познаёт жизнь с различных сторон. Чувствует на себе ответственность (выполнение домашних заданий, посещение школы). Формируется его вкусы, развивается личность ребёнка. Условно выделяют младший школьный возраст (до 10 лет) и старший школьный возраст (с 13 лет), который обычно называют подростковым возрастом, или периодом полового созревания.
Средством формирования социальных компетенций у детей дошкольного и младшего школьного возраста может быть диалог взрослого с ребёнком при условии понимания взрослым ребёнка.
В связи с индивидуальными колебаниями сроков полового созревания границы старшего школьного и подросткового возраста не всегда совпадают.
После периода первого физиологического вытяжения (4—6 лет) до наступления полового созревания отмечается относительная стабилизация скорости роста. Для ориентировочного расчёта нормального роста у детей старше 4 лет можно использовать следующую формулу: 100 + 6 (n — 4), где n — возраст в годах. Массу (вес) тела детей до 11 лет рассчитывают по формуле: 10,5 кг + 2n; детей 12 лет и старше по формуле: (n × 5) — 20 кг, где n — возраст в годах. Точно оценить соответствие роста и массы тела возрасту ребёнка можно только по стандартным ростовесовым таблицам.

## Этнография (антропология) детства
Этнография детства исследует традиционные способы и формы социализации детей и подростков в разных культурах и у разных народов, как у современных, так и существовавших на протяжении истории человечества. Этнографические и историко-этнографические исследования особенно интересны тем, что дают возможность понять, какие взгляды общества на ребёнка и детство привнесены культурой, а что является общим для всего человечества. Поскольку современные индустриальные культуры не более, как одни из многочисленных культур, населявших наш мир на протяжении тысячелетий, то этнографию детства можно понимать как науку о детстве вообще, где наше собственное общество должно исследоваться методами, принятыми в этнографии и социальной антропологии.
Мир детства — неотъемлемая часть жизни любого народа, однако осознание детства как особого периода в жизни человека, да и само понятие детства практически отсутствовало в культуре европейского средневековья. Французский историк Ф. Арьес пишет: «Это не значит, что детьми вообще пренебрегали и не заботились о них. Понятие „детство“ не следует смешивать с любовью к детям: оно означает осознание специфической природы детства, того, что отличает ребёнка от взрослого, даже и молодого. В средние века такого осознания не было. Поэтому, как только ребёнок мог обходиться без постоянной заботы своей матери, няньки или кормилицы, он принадлежал миру взрослых.» Как указывает И. С. Кон, крестьянские дети с раннего возраста трудились наравне со взрослыми, часто детей отдавали учениками и подмастерьями в город. При этом никого не волновал внутренний мир ребёнка, да его и не считали особенным, отличным от мира взрослого. Слово «ребенок» не имело в языке современного ограничительного смысла, люди его употребляли так же широко, как мы сейчас употребляем слово «парень». Понимание детства как особого периода в жизни человека, происходит постепенно, начинаясь в эпоху классицизма и продолжает развиваться по настоящий день.
Исследование традиционных первобытнообщинных культур развенчали многие наши представления о детях, которые ранее считались истинными для всего человечества.
По нашим представлениям у ребёнка может быть только один отец и одна мать. Во многих традиционных (первобытных) племенных культурах придерживаются иных взглядов, ребёнок всех женщин племени называет «мама», а мужчин — «папа». Дети с чрезвычайной легкостью переходят из одной семьи в другую, причем лет в шесть-семь ребёнок легко меняет родителей по собственному желанию.
Мы на первое место ставим биологическое родство между родителями и ребёнком. Хотя в туземных племенах есть понятие биологического родства, там принято родство не по зачатию, а по кормлению. Биологическим родителем считается тот, кто кормит и заботится о ребёнке. Поэтому перейдя в другую семью, ребёнок становится похож на принявших его родителей. Он не приемный, но родной, и ничем не отличается от детей собственных. Во время беременности мужчина кормит эмбрион молоком пениса. Если у женщины были связи с несколькими мужчинами, у ребёнка по представлениям аборигенов будет несколько биологических отцов, ведь что такое оплодотворение первобытным народам неизвестно.
Сексуальные отношения между взрослыми и детьми, и, в особенности, между мужчинами и мальчиками во многих туземных культурах (эторо, баруйя, азанде, кайнганг и др.) не только не порицаются, а считаются сакральными и являются обязательным элементом социализации подростков и подготовкой к прохождению обряда возрастной инициации.

## Концепции детства в современности

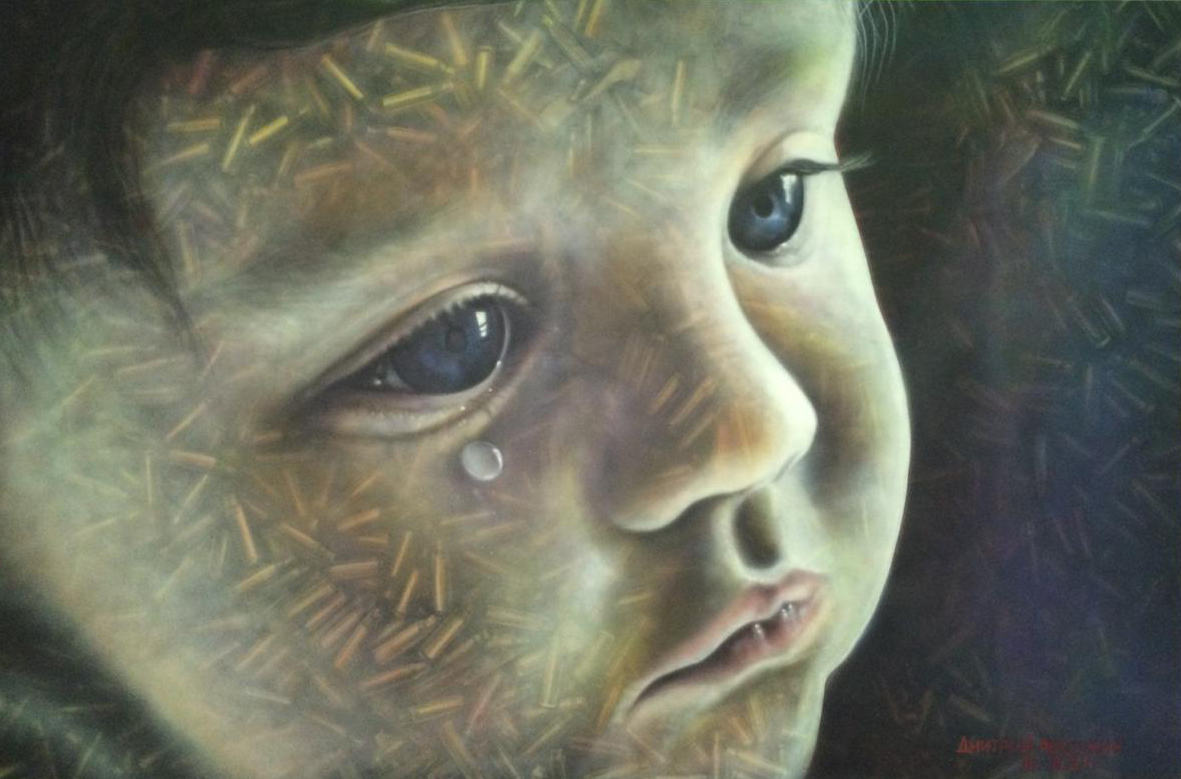
«Украденное детство». Мультиэкспозиция из патронов АК-47. Художник Дмитрий Лёвочкин. 2013 год.
Размер холста 270 х 180 см, аэрозольная краска

Под концепцией детства понимаются социальные установки общества, отношение взрослых к детям и детству. Современное понимание детства как особого периода в жизни человека сравнительно новое.

В Европе, Америке и других странах, созданных европейскими переселенцами, ребёнка традиционно воспринимают как чистого, безгрешного ангела. Такое понимание возникает с первой половины XIX века, когда ребёнка стали воспринимать как существо, во многих отношениях взрослого превосходящее, поскольку, в отличие от взрослого, ребёнок не испорчен соприкосновением с порочным миром. Тогда же взросление стало оцениваться как регресс — утрата чистоты и невинности. Это изменение очень точно формулирует К. Калверт: 
«Концепция абсолютного прогресса человеческого развития, выдвинутая в XVIII веке, была перевернута с ног на голову. Кульминационный момент жизни теперь приходился на окруженное ореолом святости детство, а затем линия жизни непрерывно катилась под уклон, ибо взрослый, погруженный в ежедневную суету, неизбежно шел на компромиссы с совестью и подвергался моральному разложению».
Родители считали, что «их дети родились в состоянии святости, из которого сами они давно вышли. Наградой взрослым являлось повторное обретение самого себя через возвращение в собственное детство. Состояние взрослости теперь содержало в себе новое, беспокойное ощущение утраты».
Как результат такое понимание ребёнка привело к возникновению культуры, изолирующей детей от взрослых. Любое неформальное общение со взрослыми вне семьи становится нежелательным, ведь взрослый воспринимается в первую очередь как источник греха и грязи. Чему в этом случае он способен научить ребёнка? В школе взаимодействие с детьми ограничивается формальными рамками уроков, школа — место, где учат, а не воспитывают. Однако попытка перенести воспитание целиком в семью не увенчалась успехом. Как показали исследования, американские родители почти не общаются со своими детьми. В классическом варианте, когда одна семья с детьми приходит в гости к другой, взрослые внизу устраивают вечеринку, где, потягивая виски, ведут свои разговоры, а дети уединяются наверху, где пьют кока-колу и играют. В целом общение с ребёнком у американских родителей занимает, как правило, не больше двух часов в неделю.
Однако ряд обществ в XX веке (СССР, Германия 1930-40-х), современный Китай и сообществах (кибуцы и коммунитарные общины) имели и имеют радикально иное представление о детстве: ребёнок в этих обществах — партнёр и соратник взрослого. Граница, проводимая между миром взрослых и миром детей, была зыбкой. Педагогическая технология противопоставляла себя господствующей европейской модели. Она была направлена на разрушение границ мира детства, так заботливо выстраиваемых в европейской культуре, и слияние мира детей с миром взрослых, которое выражалось и в общих вне зависимости от возраста ритуалах, символах и структурах. Для педагогической технологии этих обществ была характерна особого рода работа с культурной памятью: постоянное равнение на идеал. В рамках такого представления возникают неформальные детские объединения: коммунарские отряды, пионерские штабы, театральные студии, туристические клубы и др. В целом неформальные детские объединения основную свою задачу видели в воспитании коллективиста, что совершенно чуждо американскому и европейскому социуму, однако типично для первобытных общин. Но в традиционных культурах воспитание детей просто включено в повседневную жизнь, является её неотъемлемой частью и осуществляется всеми членами сообщества.
Только индустриальные общества вырабатывают технологии, которые призваны сформировать будущего гражданина. Это подразумевает появление профессии, связанной исключительно с воспитанием и обучением. Европейская модель при этом постепенно отказывается от воспитания, целиком посвятив все силы обучению, будь это школа, секция или музыкальный кружок. Обучение — это услуга, которую педагог оказывает не ребёнку, а его родителям. Все услуги вне школы платные. Воспитание поручено семье.
Напротив, советская педагогика предполагала воспитание гражданина даже более важным, чем его обучение. Для детей создается гигантская сеть домов и дворцов пионеров, клубов по месту жительства и в домах культуры. Все это бесплатно, более того в советское время ребёнку для занятий не требуется согласие семьи или школы. За системой воспитания детей в подростковом коллективе со взрослым в качестве лидера закрепилось наименование неформальная педагогика.
Подобное воспитание было не ново — в 1900 году первый подростковый коллектив «лесных индейцев» из окрестных мальчишек организовал писатель Эрнест Сэтон-Томпсон в своем поместье, а в 1907 году полковник Баден-Пауэлл создал движение Скаутов, основанное на тех же принципах. Однако современный скаутинг имеет мало общего с подготовкой армейских разведчиков, задуманной первоначально его создателем.
Две противоположных концепции детства в настоящий момент создали в России конфликтную ситуацию. С одной стороны западная модель естественным образом проникает в общество вместе с другими элементами американской и европейской культуры. Эта модель активно насаждается и законодателем, который принимает законы, аналогичные европейским и создает институты защиты ребёнка, такие, как ювенальная юстиция и уполномоченные по защите прав ребёнка. С другой стороны российская культура по-прежнему сохраняет наследие культуры советской. Дома и дворцы пионеров существуют под другими названиями и занятия в них бесплатны. Педагоги старой формации и многие родители не хотят принимать европейскую модель школьно-семейного воспитания.